# Белоколодезское сельское поселение (Белгородская область)
Белоколо́дезское се́льское поселе́ние — муниципальное образование в составе Вейделевского муниципального района Белгородской области Российской Федерации.
Административный центр — село Белый Колодезь.

## История
Белоколодезское сельское поселение образовано 20 декабря 2004 года в соответствии с Законом Белгородской области № 159.

## Население
| 2010  | 2011  | 2012  | 2013  | 2014  | 2015  | 2016  | 2017  | 2018  |
| ----- | ----- | ----- | ----- | ----- | ----- | ----- | ----- | ----- |
| 1471  | ↘1462 | ↘1435 | ↘1391 | ↘1343 | ↘1300 | ↘1267 | ↘1261 | ↘1248 |
| 2019  | 2020  | 2021  |       |       |       |       |       |       |
| ↘1226 | ↘1202 | ↗1231 |       |       |       |       |       |       |

## Состав сельского поселения
| № | Населённый пункт | Тип населённого пункта       | Население |
| - | ---------------- | ---------------------------- | --------- |
| 1 | Белый Колодезь   | село, административный центр | ↘1465     |
| 2 | Плесо            | хутор                        | ↘6        |

## Местное самоуправление
Глава сельского поселения — Шабарина Александра Ивановна.